# Christian Ludwig Stieglitz (Jurist, 1677)

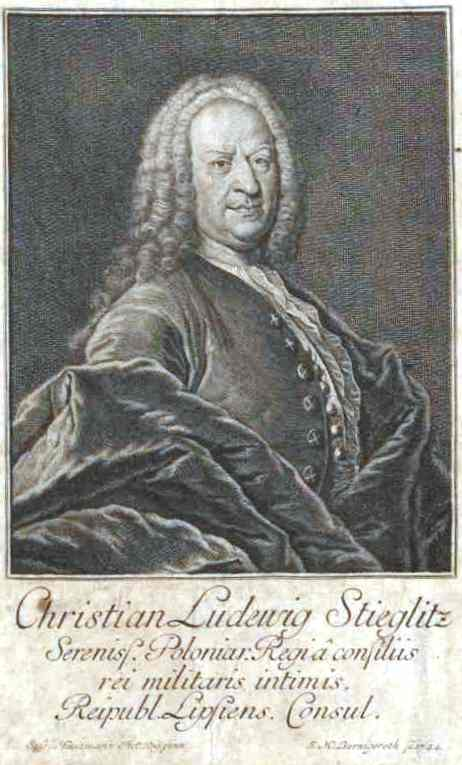
Christian Ludewig Stieglitz

Christian Ludwig Stieglitz (* 17. August 1677 in Leipzig; † 28. Juli 1758 in Leipzig) war ein deutscher Jurist, Ratsherr und zwischen 1741 und 1757 mehrfach Bürgermeister Leipzigs.

## Leben

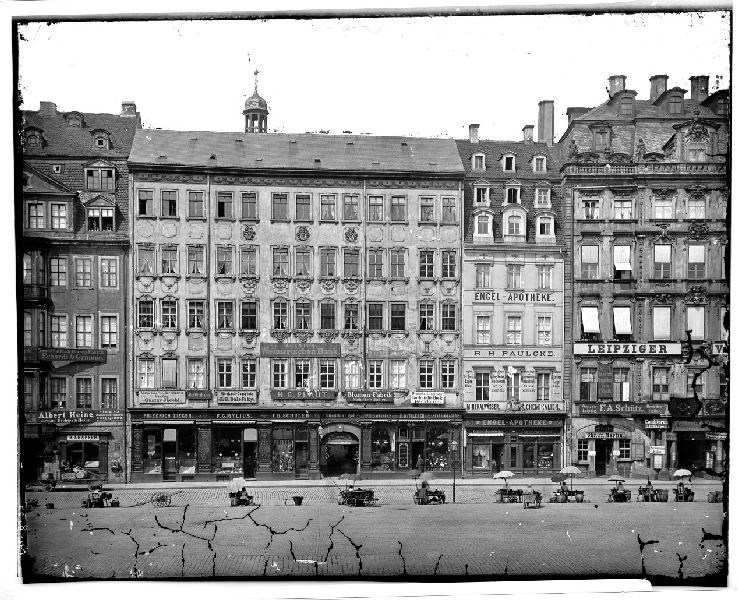
Stieglitzens Hof (vor 1891) erhielt seine Gestalt 1733

Stieglitz wurde 1677 als Sohn von Melchior Stieglitz (1629–1692), Oberhofgerichtsanwalt und Kaiserlicher Notar, und Christina Lenz in Leipzig geboren. Er besuchte die Thomasschule. Nach dem Abitur studierte er Rechtswissenschaften an der Universität Leipzig. Dort promovierte er zum Dr. jur. Im Jahr 1715 wurde er als Ratsherr gewählt und wurde 1720 Assessor der Juristischen Fakultät der Leipziger Universität.
Im Jahr 1725 wurde Stieglitz Stadtrichter und 1732 Baumeister und Prokonsul. 1733 ließ er sein Haus am Markt 13 (ehemals Rothauptscher Hof, später Stieglitzens Hof genannt), aus zwei vorhandenen Häusern zu einem zusammenziehen und mit einer Renaissance-Fassade versehen. 1741 stieg er zum Senior der Juristenfakultät auf. Ferner war er Königlich polnischer und Kurfürstlich sächsischer Appellationsrat und bereits seit 1729 Vorsteher der Thomasschule zu Leipzig. Von 1741 bis 1742 führte Stieglitz die Geschäfte des Bürgermeisters der Stadt Leipzig Adrian Steger (1660–1741) kommissarisch weiter. Im Anschluss stellte er sich  erfolgreich der Wahl und war Bürgermeister im üblichen Dreijahresrhythmus 1744/45, 1747/48, 1750/51, 1753/54 und 1756/57.
Stieglitz war zweimal verheiratet. In erster Ehe 1708 mit Johanna Rosina Winckler, Tochter des Kaufmanns Daniel Winckler und in zweiter Ehe 1719 mit Erdmuthe Sophia Döring († 1765), Tochter des Dresdner Goldschmiedemeisters Gottfried Döring. Am 28. Juli 1758 starb er im Alter von 80 Jahren in Leipzig.
Aus der zweiten Ehe entstammten drei Kinder:
- Christian Ludwig Stieglitz (1724–1772), Jurist und Ratsherr in Leipzig, Reichsadel Wien 1765[2]
- Erdmuthe Sophie Stieglitz (1726–1787) verheiratet (1763) mit dem Kaufmann und Bankherren Christian Gottlob Frege (1715–1781)
- Wilhelm Ludwig von Stieglitz (1735–1796),[3] Sächsischer Oberst, Reichsadel Wien 1765